# Enric Tomàs i Urpí
Enric Tomàs i Urpí (Barcelona, 7 de desembre de 1912 - Mauthausen, 7 de maig de 1945) fou un fonedor català, presoner i kapo del camp de concentració de Mauthausen-Gusen. Allà hi assumí càrrecs de vigilància i fou conegut per perpetrar assassinats en sèrie de companys internats.

## Biografia
Nascut al barri d'Hostafrancs de Barcelona, es va traslladar a Sabadell amb la seva família (pares, Enric i Àngela, i germans, Enric i Joan) a finals dels anys 1920. Tomàs residia al carrer de Fra Luis de León, 63. Era membre de la Junta Directiva d'Esquerra Republicana de Catalunya (ERC) i durant la guerra civil va combatre com a milicià de la columna Macià-Companys.
Un cop acabada la guerra, es va exiliar a França, i el 16 de maig de 1939 va ser internat al camp de refugiats de Barcarès amb el número 8.927. Posteriorment, va ser traslladat al camp de Les Alliers. El 20 d'agost de 1940, dos mesos després que la França de Vichy firmés l'armistici amb l'Alemanya nazi, va ser deportat des del camp d'Angulema a Mauthausen en un comboi on hi anaven 927 refugiats espanyols. Va ingressar a Mauthausen amb el número 4.013, i després va ser traslladat al subcamp de Gusen. Allà, es va convertir en Kapo (encarregat de la vigilància) de les barraques 22 i 31, on els seus companys el recorden per la seva brutalitat. Montserrat Roig, en el llibre Els catalans als camps nazis, va recollir diversos testimonis sobre els maltractaments i assassinats comesos per ell. Segons Prisciliano García, una nit que estava de guàrdia, amb l'excusa d'evitar sorolls que poguessin molestar els guàrdies de les SS, va assassinar 38 companys que es queixaven. En declaracions de Jacint Cortés, un altre deportat, al barracó 31 pràcticament no hi va quedar cap supervivent, ja que Urpí a la més mínima falta que pogués molestar a ells o als guàrdies, col·locava els seus companys davant la reixa de filferro i els colpejava al clatell, fins que morien del cop o s'electrocutaven en caure al filferro.
Va ser alliberat el 5 de maig de 1945, i va morir assassinat dos dies després. El responsable de la venjança va ser un republicà asturià, a qui va anar a saludar i que, en reconèixer-lo, va treure la pistola i va descarregar-li tot el carregador al cap. Tomàs no va adonar-se que havia anat a saludar el fill d'un pres del camp de Gusen que ell mateix havia assassinat a les dutxes.